# Jesse James, Jr.
Pour plus de détails, voir Fiche technique et Distribution.
Jesse James, Jr. est un film américain réalisé par George Sherman, sorti en 1942.

## Fiche technique
- Titre : Jesse James, Jr.
- Réalisation : George Sherman
- Scénario : Richard Murphy, Doris Schroeder et Taylor Caven
- Photographie : John MacBurnie
- Musique : Cy Feuer (en)
- Pays de production : États-Unis
- Format : Noir et blanc - 1,37:1
- Genre : western
- Durée : 56 minutes
- Date de sortie : 1942

## Distribution
- Donald Barry : Johnny Barrett
- Lynn Merrick : Joan Perry
- Al St. John : Pop Sawyer
- Douglas Walton : Archie McDonald
- Karl Hackett (en) : Amos Martin
- Lee Shumway : Tom Perry
- Stanley Blystone : Sam Carson
- Jack Kirk (en) : Shériff